# عقد 300
عقد 300 هو عقد امتد بين 1 يناير 300 و31 ديسمبر 309 بحسب التقويم الميلادي. سبقه عقد 290 ولحقه عقد 310.

## مواليد
- يوحنا المصري (305)
- بريسكوس الإبيري (305)
- أكاكيوس قديس آميدا (301)
- داماسوس الأول (305)
- أفرام السرياني (306)
- سابور الثاني (309)
- ماغننتيوس (303)
- مقار الكبير (301)
- كعب بن لؤي (305)
- مارون (301)
- كريسبوس (305)

## وفيات
- كنيسة الغراب (304)
- البابا مارسيلينوس (304)
- القديسة لوسي (304)
- مارسيانا الموريتانية (303)
- قسطنطيوس كلوروس (306)
- فيكتور موريس (303)
- كاترين الإسكندرانية (305)
- فرفوريوس الصوري (305)
- القديس ألبان (305)
- أفرا (304)
- ريستيتوتا (304)

## كتب
- Yves Denis Papin (1998). Chronologie de l'histoire ancienne. Lieu de publication non identifié: Éditions Jean-paul Gisserot. ISBN:2-87747-346-5. OCLC:40746926. مؤرشف من الأصل في 2022-03-16.
- موسوعة حضارة العالم (2002) لأحمد محمد عوف.

## روابط خارجية
- تصفح سنة بسنة عقد 300 على موقع onthisday.com
- تصفح سنة بسنة عقد 300 ابتداءً من سنة عقد 300 على موقع المكتبة الوطنية الفرنسية